# Курги (озеро)
Курги́ — бессточное озеро в Аргаяшском районе Челябинской области.
Расположено в южной части Аргаяшского района  на границе с Сосновским районом, в 30—40 км к северу от Челябинска, в 1,5 км к северо-западу от деревни Илимбетова (ближайший населённый пункт), в 0,5 км к северу от озера Касарги, от которого отгорожено небольшим перешейком. Озёра Курги и Касарги периодически переливаются друг в друга.
Площадь озера — 11,2 км². Длина 5 км, максимальная ширина 3 км, урез воды на отметке 216 м, длина береговой линии 15 км. Максимальная обнаруженная глубина — 4,5 м.  Объем воды 46 млн м3. Ранее озеро Курги было солёным с минерализацией более 30 г/л , затем вода опреснилась и теперь относится к хлоридно-натриевому типу с минерализацией свыше 7000 мг/л.
Дно илистое, в прибрежной зоне – галечное, местами песчаное. Имеются сведения, что местная грязь обладает некоторыми лечебными свойствами. Питание озера осуществляется за счет атмосферных осадков и подземных источников. На берегу открытые участки лугов перемежаются небольшими берёзовыми рощами с примесью сосны, местами берег заболочен. На южном и юго-восточном берегах расположены дома отдыха и дачные поселки.
Прибрежная растительность представлена камышом и тростником.  
В озере Курги обитают следующие виды рыб: карп, сазан, карась, гольян, чебак, сиг, кроме того водится плотва.